# Black Clouds over Slavonic Lands
«Black Clouds Over Slavonic Lands» — це демо-альбом гурту «Nokturnal Mortum», випущений у 1995 році.

## Композиції
1. Celestial Silver — 06:21
2. Carpathia — 03:39
3. My Nation — 03:54
4. …and Winter Becomes — 02:06

## Інформація
Перезаписані треки цього демо включені в наступний демо-альбом — «Lunar Poetry», з новими назвами:
- перший трек став «Perun's Celestial Silver»
- другий трек став «Carpathian Mysteries»
- третій трек став «Ancient Nation»

## Над альбомом працювали
- Bass — Xaarquath
- Drums, Percussion — Munruthel
- Guitar — Knjaz Varggoth, Wortherax
- Keyboards — Sataroth
- Vocals — Knjaz Varggoth